# Limerick Football Club
Il Limerick Football Club, meglio noto come Limerick, è una società calcistica irlandese con sede nella città di Limerick. Dalla stagione 2019 milita in First Division.
Fondato nel 1937 ha giocato anche con i nomi di Limerick United, Limerick City e Limerick 37 e ha vinto due volte il campionato irlandese: nella stagione 1959-1960 e 1979-1980.

## Storia

### Limerick 37
La necessità di avere una nuova squadre di Limerick per l'incombente stagione 2007 della nuova prima divisione irlandese divenne evidente nel dicembre 2006, quando il Limerick F.C. si vide negare la licenza UEFA, necessaria per poter essere ammessa alla stagione 2007 della League of Ireland First Division. La federazione irlandese rifiutò la richiesta di essere ammessa al campionato 2007 anche alla sentenza di appello. Il 3 gennaio 2007 la FAI confermò che era stata recapitata una richiesta di partecipazione alla nuova lega da parte di un club di Limerick, guidato dal consorzio Soccer Limerick. In due settimane il nuovo club, denominato Limerick 37 FC (il numero 37 nel nome del club si riferisce all'anno nel quale la città di Limerick è stata rappresentata per la prima volta nel campionato di calcio irlandese) ottenne la licenza UEFA, la FAI accettò la richiesta di partecipazione al campionato di First Division e fu scelto come manager Paul McGee, ex giocatore irlandese (16 presenze e 4 reti con la nazionale maggiore).
Il Limerick 37 ha terminato la sua prima stagione nel calcio professionistico al quarto posto (14 vittorie, 11 pareggi ed altrettante sconfitte) della First Division irlandese.
Dalla stagione 2009 la squadra ha riassunto la precedente denominazione di Limerick FC.
Conclude la stagione 2018 al 9º posto (penultimo) con 27 punti, frutto di 7 vittorie e 6 pareggi. Per questo piazzamento si gioca la doppia sfida play-out contro la seconda della Serie B irlandese, il Finn Harps, ma il Limerick viene battuto in entrambi i match per 1-0 e 2-0, portando la squadra verso la retrocessione in League of Ireland First Division.

### Competizioni europee
Nella sua storia ha partecipato alle competizioni europee in sei occasioni. In un totale di 12 partite ha messo a segno 7 gol, pareggiando due partite e perdendo le restanti.
Partecipò nella Coppa dei Campioni per la prima volta nel 1960 contro gli Young Boys subendo due nette sconfitte.
La più famosa partita europea fu quella casalinga contro il Real Madrid nella Coppa dei Campioni nel 1980. Fu giocata a Lansdowne Road dove 6.000 tifosi videro la rappresentante del calcio irlandese perdere contro una squadra prestigiosa come il Real Madrid, di misura con un 1-2 con gol di Des Kennedy per gli irlandesi.
Al ritorno il Limerick venne battuto per 5-1 con conseguente eliminazione, con l'unico gol degli irlandesi segnato ancora una volta da Des Kennedy. Egli fu l'unico giocatore in grado di segnare due reti in Coppa dei Campioni al Real in quella stagione.

### 2019
Nel 2019 il club compete nella seconda massima serie irlandese terminando al sesto posto. Tuttavia, a seguito di problemi finanziari emersi al termine nella stagione nel mese di dicembre, alla squadra vengono comminati 26 punti di penalizzazione e spedito in ultima posizione per via di debiti contratti che ammontano a circa 490.000 €: attualmente, il club non ha la licenza della League of Ireland a partecipare per la stagione 2020.

## Palmarès

### Competizioni nazionali
- Campionato irlandese: 2

1959-1960, 1979-1980
- Coppa d'Irlanda: 2

1971, 1982
- Coppa di Lega irlandese: 3

1975-1976, 1992-1993, 2001-2002
- League of Ireland Shield: 1

1953-1954
- League of Ireland First Division: 3

1991-1992, 2012, 2016

### Competizioni regionali
- Dublin City Cup: 2

1958-1959, 1969-1970

### Altri piazzamenti
- Campionato irlandese:

Secondo posto: 1943-1944, 1944-1945
Terzo posto: 1963-1964, 1980-1981, 1988-1989
- Coppa d'Irlanda:

Finalista: 1964-1965, 1965-1966, 1976-1977
Semifinalista: 1993-1994, 2017
- League of Ireland Cup:

Finalista: 1990-1991, 2016
Semifinalista: 2004, 2006, 2011, 2012
- FAI First Division:

Terzo posto: 1997-1998

## Organico

### Rosa 2022
| N. |                        | Ruolo | Calciatore                             |
| -- | ---------------------- | ----- | -------------------------------------- |
| 1  | Irlanda (bandiera)     | P     | Jack Brady                             |
| 2  | Irlanda (bandiera)     | D     | Shaun Kelly (capitano)                 |
| 5  | Inghilterra (bandiera) | D     | Robbie Williams (allenatore/giocatore) |
| 10 | Irlanda (bandiera)     | A     | Connor Ellis                           |
| 11 | Irlanda (bandiera)     | D     | Shane Tracy                            |
| 14 | Irlanda (bandiera)     | D     | Tomás O'Connor                         |
| 15 | Irlanda (bandiera)     | D     | Killian Brouder                        |
| 16 | Irlanda (bandiera)     | C     | William Fitzgerald                     |
| 18 | Irlanda (bandiera)     | C     | Colm Walsh-O'Loughlin                  |
| 22 | Irlanda (bandiera)     | A     | Karl O'Sullivan                        |
| 24 | Irlanda (bandiera)     | C     | Darren Murphy                          |

| N. |                    | Ruolo | Calciatore       |
| -- | ------------------ | ----- | ---------------- |
| 25 | Irlanda (bandiera) | D     | Clyde O'Connell  |
| 28 | Irlanda (bandiera) | A     | Adam Foley       |
| 29 | Irlanda (bandiera) | A     | Ger Barry        |
| 30 | Irlanda (bandiera) | P     | Tommy Holland    |
| 31 | Irlanda (bandiera) | C     | Aaron Fitzgerald |
|    | Irlanda (bandiera) | C     | Seán Russell     |
|    | Irlanda (bandiera) | C     | Jason Hughes     |
|    | Irlanda (bandiera) | A     | Seán McSweeney   |
|    | Irlanda (bandiera) | A     | Kieran Hanlon    |
|    | Irlanda (bandiera) | C     | Edmond O'Dwyer   |
|    | Irlanda (bandiera) | D     | Seán Madigan     |